# Абрамцево (деревня, Дмитровский городской округ)
Абрамцево — деревня в Дмитровском районе Московской области, в составе сельского поселения Синьковское. До 2006 года Абрамцево входило в состав Бунятинского сельского округа.

## Расположение
Деревня расположена в западной части района, примерно в 20 км к западу от Дмитрова, на безымянном ручье, левом притоке реки Яхромы, высота центра над уровнем моря 159 м. Ближайшие населённые пункты — примыкающее на юго-востоке Микляево, Алешино на западе, Рогачёво на северо-западе и Подвязново на северо-востоке.

## Население
| 2002 | 2006 | 2010 |
| ---- | ---- | ---- |
| 12   | ↗25  | ↘15  |